# Ringo Starr
Sir Richard Starkey MBE (sinh ngày 7 tháng 7 năm 1940), thường được biết đến với nghệ danh Ringo Starr, là nhạc công, ca sĩ, nhạc sĩ và diễn viên người Anh, tay trống của ban nhạc The Beatles. Ông thỉnh thoảng giữ vai trò hát chính của nhóm, thường cho một bài hát trong mỗi album, bao gồm "Yellow Submarine", "With a Little Help from My Friends" và bản cover "Act Natural" của họ. Ông cũng đã viết và thể hiện các bài hát của The Beatles "Don't Pass Me By" và "Octopus's Garden", và đồng sáng tác ca khúc cùng nhiều người khác.
Khi còn nhỏ, Starr bị suy nhược cùng với thời gian nằm viện kéo dài. Ông làm trong thời gian ngắn tại Đường sắt Anh trước khi theo học nghề thợ máy tại một nhà sản xuất thiết bị ở Liverpool. Ngay sau đó, ông bắt đầu quan tâm đến làn sóng skiffle ở Anh và dần phát triển lòng đam mê đối với thể loại này. Năm 1957, ông đồng sáng lập ban nhạc đầu tiên của mình, The Eddie Clayton Skiffle Group. Ban nhạc đã có được một chút thành công trước khi bị mất hút do dòng nhạc rock and roll đang thịnh hành của Mỹ vào khoảng đầu năm 1958. Khi The Beatles ra đời vào năm 1960, Starr là thành viên của một nhóm nhạc ở Liverpool khác, Rory Storm and the Hurricanes. Sau khi đạt được thành công vừa phải ở Vương quốc Anh và Hamburg, ông rời Hurricanes khi nhận được đề nghị gia nhập The Beatles vào tháng 8 năm 1962, thay thế Pete Best.
Starr đã tham gia diễn xuất trong nhiều bộ phim ngoài các bộ phim của The Beatles. Sau khi ban nhạc tan rã vào năm 1970, ông đã phát hành một số đĩa đơn thành công trong đó có bản hit quán quân tại Mỹ "It Don't Come Easy", các bài hát "Photograph" và "You're Sixteen". Đĩa đơn thành công nhất tại Vương quốc Anh của ông là "Back Off Boogaloo", đạt vị trí thứ hai. Ông đã đạt được thành công về mặt thương mại và chuyên môn với album Ringo năm 1973, album nằm trong top 10 ở cả Anh và Mỹ. Ông đã xuất hiện trong nhiều bộ phim tài liệu, dẫn chương trình truyền hình, dẫn lời hai phần đầu tiên của chương trình truyền hình dành cho trẻ em Thomas & Friends và đóng vai "Mr. Conductor" trong mùa đầu tiên của loạt phim truyền hình dành cho trẻ em Shining Time Station. Kể từ năm 1989, ông đã đi lưu diễn với Ringo Starr & His All-Starr Band.
Phong cách chơi trống của Starr, chủ yếu tập trung vào cảm xúc hơn là kỹ thuật điêu luyện, đã ảnh hưởng đến cách chơi của nhiều nghệ sĩ sau này. Ông còn ảnh hưởng đến các kỹ thuật đánh trống hiện đại, chẳng hạn như cách cầm dùi sao cho phù hợp, điều chỉnh âm trống trầm hơn và sử dụng những thiết bị giảm âm trên các vòng hòa thanh. Năm 1999, ông được ghi danh vào Đại sảnh Danh vọng Modern Drummer. Năm 2011, độc giả của Rolling Stone đã vinh danh ông là tay trống vĩ đại thứ năm trong lịch sử. Ông đã hai lần được tôn vinh tại Đại sảnh Danh vọng Rock and Roll, với tư cách là thành viên The Beatles vào năm 1988 và là nghệ sĩ solo vào năm 2015, ngoài ra được phong tước hiệu Knight Bachelor vào năm 2018 cho những cống hiến trong âm nhạc. Năm 2020, ông được coi là tay trống giàu nhất thế giới, với tài sản ròng khoảng 350 triệu đô la.

## Cuộc đời và sự nghiệp

### 1940-1956: Những năm đầu tiên

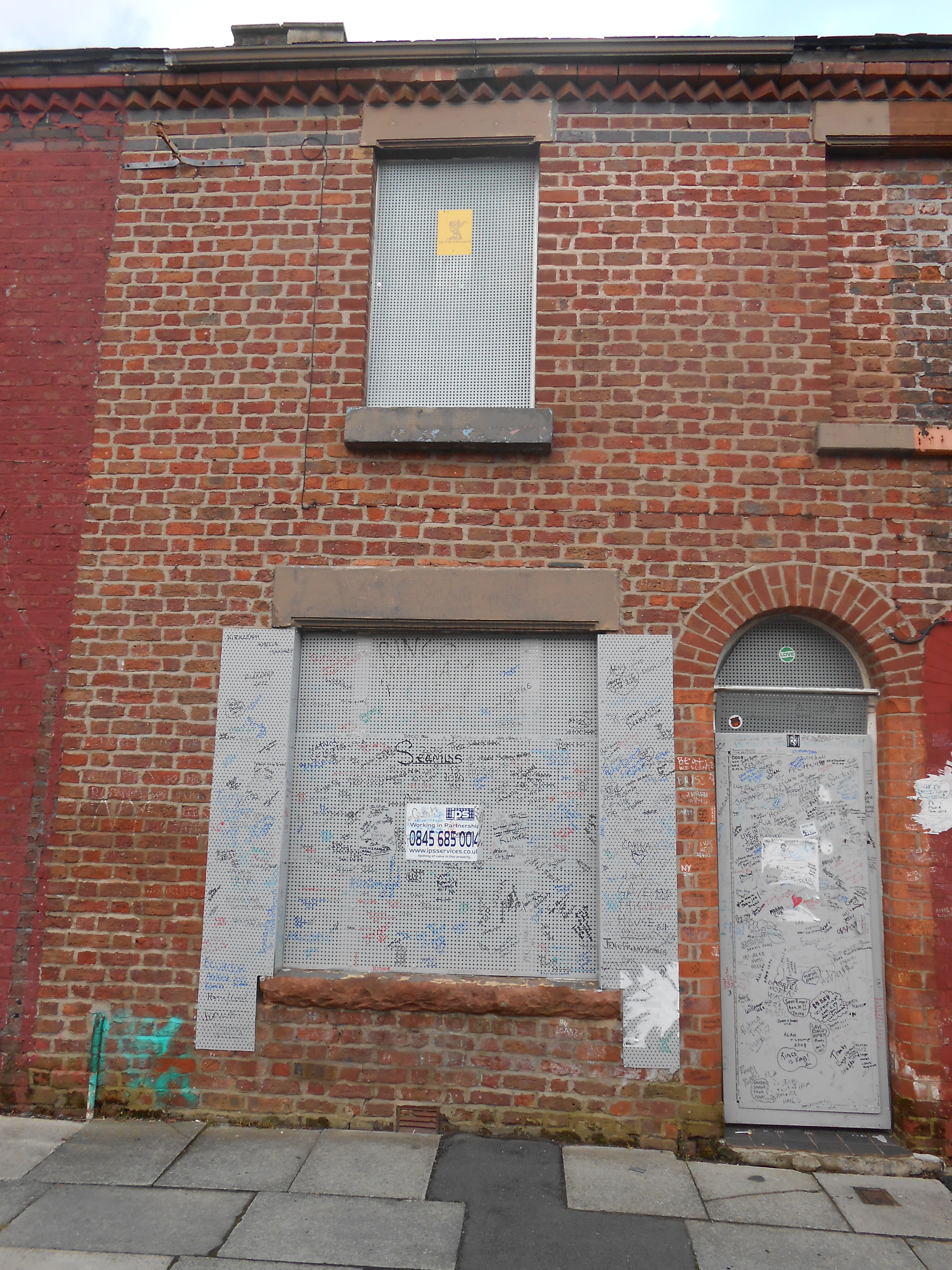
Căn nhà nơi Starr ra đời ở số 9 phố Madryn, Dingle, Liverpool

Richard Starkey sinh ngày 7 tháng 7 năm 1940 tại số 9 phố Madryn, Dingle, Liverpool. Cậu là con trai duy nhất của bà Elsie (nhũ danh Gleave) và ông Richard Starkey. Elsie rất thích hát và múa, bà chia sẻ niềm đam mê của mình với chồng – một người rất thích điệu swing. Ngay trước ngày sinh của đứa con trai mà họ định đặt tên là "Ritchie", 2 vợ chồng thường xuyên đi tới các sàn nhảy, song thói quen đó sớm chấm dứt không lâu sau. Elsie trở nên quan tâm quá mức tới đứa con, tới mức khiến nó không được tự do định hướng. Theo thời gian, ông Richard dần thiếu để ý tới gia đình, tiêu xài cho rượu và những cuộc vui ở sàn nhảy, nhiều lúc kéo dài tới vài ngày.
Năm 1944, để giảm giá thuê nhà, cả gia đình rời sang một địa chỉ khác cũng ở Dingle là 10 Admiral Grove. Không lâu sau, 2 vợ chồng ly thân, rồi ly dị ngay năm sau đó. Starkey nói rằng cậu "không có chút ký ức nào" về người cha của mình – người sau này vẫn cố gắng gặp gỡ cậu với 3 lần thăm viếng. Elsie cảm thấy cuộc sống quá khó khăn khi phải trang trải khoản tiền lên tới 30 shilling/tuần, vậy nên cô chấp nhận làm rất nhiều việc nội trợ khác nhau cho tới khi tìm được chỗ đứng tại trung tâm người giúp việc – công việc mà cô còn làm suốt 12 năm tiếp theo.
Năm lên 6, cậu bé Richard bị mắc chứng viêm ruột thừa. Sau khi phẫu thuật, cậu bị nhiễm trùng dẫn tới việc bị hôn mê 3 ngày. Việc điều trị kéo dài cả năm sau đó, khiến cậu phải xa gia đình để ở lại Bệnh viện nhi Myrtle Street của thành phố Liverpool. Sau khi tái phát vào tháng 5 năm 1948, Elsie quyết định cho cậu ở nhà, khiến Starkey không thể tới trường. Tới năm 8 tuổi, cậu vẫn chưa biết đọc và rất kém môn toán. Việc thiếu giáo dục cũng khiến cậu bị lãnh cảm với trường học và cậu thường xuyên trốn học tới công viên Sefton. Sau nhiều năm kèm cặp và động viên từ người chị họ Marie Maguire Crawford, Starkey dần theo kịp, song tới năm 1953 thì cậu lại mắc bệnh lao buộc phải điều trị trong viện điều dưỡng mất 2 năm. Trong thời gian đó, đội ngũ bác sĩ cho cậu tiếp cận với một số thiết bị đo nhịp và ngoài ra còn giúp cậu tránh cảm thấy cô đơn thông qua việc động viên tham gia vào nhóm sinh hoạt tại đây, qua đó mà Richard được tiếp xúc với những nhạc cụ định âm đầu tiên: một túi gậy gõ được làm từ các ống cuốn chỉ mà cậu vẫn thường gõ vào chiếc tủ bên cạnh giường. Không lâu sau, cậu có thêm niềm đam mê với trống khi được Crawford tặng bản sao chép ca khúc "Bedtime for Drums" của Alyn Ainsworth. Starkey bình luận: "Tôi từng tham gia ban nhạc của bệnh viện... Đây chính là nơi tôi bắt đầu chơi nhạc. Tôi chưa từng muốn bất kể thứ gì trước đó... Ông bà tôi từng tặng tôi mandolin và banjo, nhưng tôi không hề thích chúng. Ông tôi cũng từng tặng tôi harmonica,... nhà chúng tôi cũng có piano – nhưng không một thứ gì trong số đó. Chỉ có trống thôi."

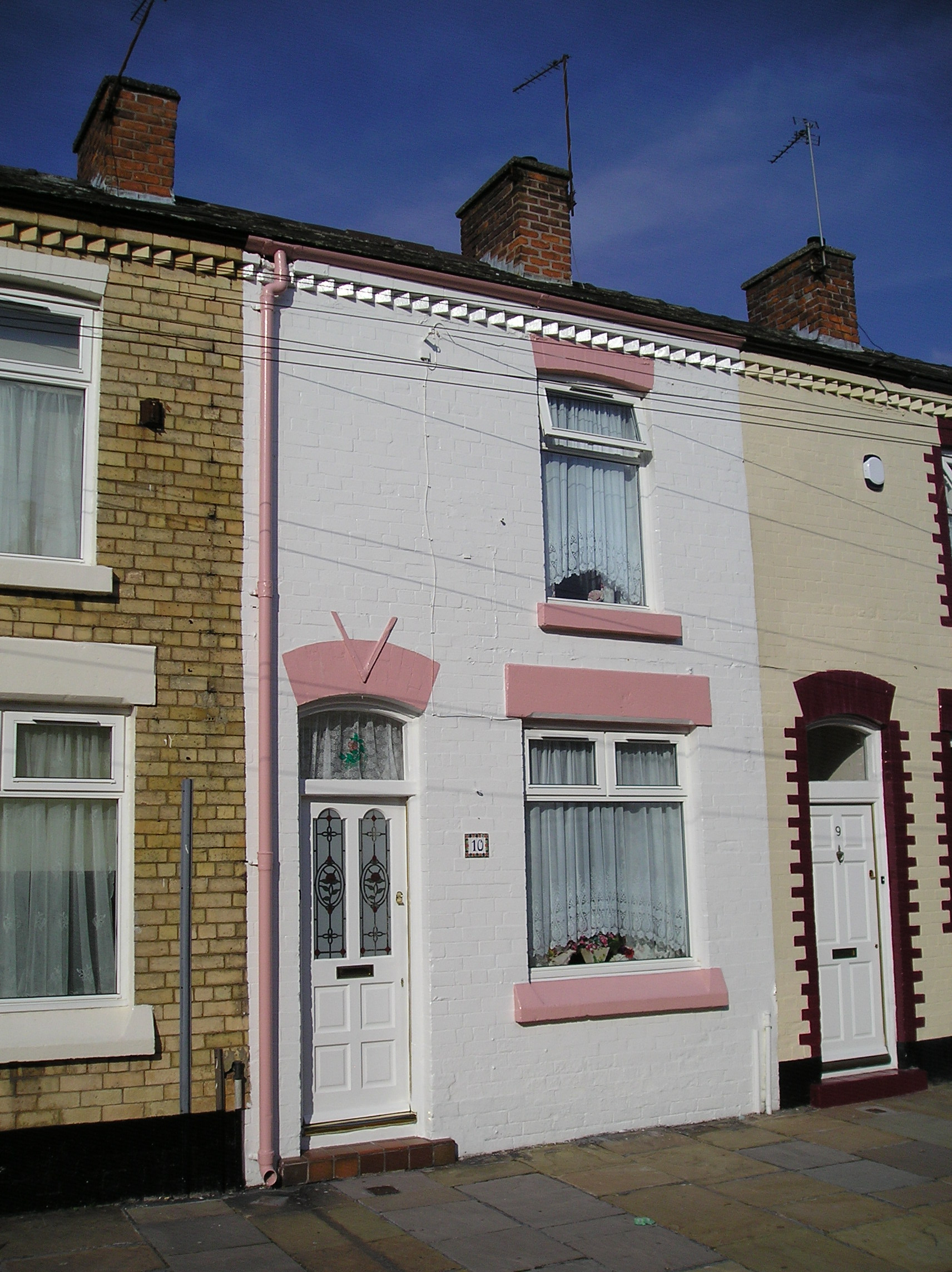
Căn nhà tuổi thơ của Starr ở địa chỉ 10 Admiral Grove, Dingle, Liverpool

Nhà viết sử của The Beatles, Bob Spitz, nói nền tảng giáo dục của Starkey là "sự thiếu may mắn kiểu Dickens". Những căn nhà ở khu vực đó đều "nghèo khó chật hẹp như kích cỡ con tem... dựa vào nhau qua những bức tường cũ nát, với cánh cửa hậu luôn mở thẳng sang nhà khác." Crawford bình luận: "Như mọi gia đình khác sống ở Dingle, cậu ấy đã sớm phải đấu tranh để sinh tồn." Trẻ con trong vùng thường dành thời gian chơi ở Công viên các Hoàng tử để tránh khỏi mùi bồ hóng từ các bếp than của nhà hàng xóm. Với hoàn cảnh khó khăn như vậy, tệ nạn thường xuyên xuất hiện ở khu vực được coi là cổ nhất và nghèo nhất của Liverpool. Starkey sau này nhớ lại: "Bạn luôn phải cúi đầu, mắt luôn mở, và không được làm vướng đường bất cứ ai."
Starkey theo học trường dòng St Silas gần nhà và được các bạn gọi là "Lazarus", sau đó theo học tại trường trung học Dingle Vale nơi mà cậu thể hiện rõ ràng mối quan tâm tới nghệ thuật và âm nhạc. Vì thời gian nằm viện kéo dài, cậu luôn có kết quả thấp và trượt kì thi 11-plus nhằm đăng ký học tại trường grammar school. Ngày 17 tháng 4 năm 1953, mẹ của cậu kết hôn với Harry Graves, một người London chuyển tới Liverpool sau thất bại của cuộc hôn nhân đầu tiên. Graves là một người hâm mộ các ban nhạc và ca sĩ, nên giới thiệu Starkey thu âm cho Dinah Shore, Sarah Vaughan và Billy Daniels. Graves nhấn mạnh rằng "Ritchie" chưa bao giờ cảm thấy không thoải mái khi ở bên họ; Starkey sau này bình luận: "Ông ấy rất tốt... Tôi học được tính lịch thiệp từ Harry." Sau khi ra viện hồi phục điều trị bệnh lao, Starkey bỏ học và quyết định ở nhà nghe nhạc tập luyện gõ nhịp bằng việc dùng que gõ lên hộp bánh.
Sau khi rời viện điều dưỡng vào cuối năm 1955, Starkey tham gia lao động song lại thiếu động lực và cả kỷ luật; tham vọng ban đầu của cậu là trở thành công chức thành đạt sớm đã thất bại. Nhằm sớm có tiền để mua quần áo ấm, cậu liền xin làm ở cục đường sắt để họ cấp cho đồng phục lao động. Cậu được cấp mũ bảo hiểm song không được nhận đồng phục, rồi trượt kỳ kiểm tra thể lực, bị đánh trượt và nhận trợ cấp cảnh thất nghiệp. Cậu liền chuyển sang làm bồi bàn trong chuyến tàu đi từ Liverpool tới phía Bắc xứ Wales, nhưng nỗi lo sợ bị gọi đi phục vụ quân đội khiến cậu xin nghỉ việc nhằm để Hải quân Hoàng gia Anh thấy rằng mình không đủ năng lực để đi biển dài ngày. Tới giữa năm 1956, Graves giúp Starkey có được vị trí làm công nhân tại một xưởng sản xuất thiết bị ở Liverpool. Tại đây cậu kết bạn với Roy Trafford, và 2 người bắt đầu chia sẻ niềm đam mê tới âm nhạc. Trafford giới thiệu cho Starkey nhạc skiffle, và cậu liền hâm mộ thể loại nhạc này ngay lập tức.

### 1957-1961: Những ban nhạc đầu tiên
Không lâu sau khi Trafford giới thiệu skiffle cho Starkey, cả hai bắt đầu tập chơi nhạc ở khu sản xuất trong giờ nghỉ trưa. Trafford nhớ lại: "Tôi chơi guitar, còn Ritchie tạo nhịp bằng cách gõ vào hộp... Đôi lúc cậu ấy chỉ cần gõ vào chiếc hộp bánh quy, hay vỗ vào thành ghế." Sau đó có thêm tay guitar đồng nghiệp Eddie Miles để tạo nên ban nhạc Eddie Miles Band, rồi đổi tên thành Eddie Clayton and the Clayton Squares. Ban nhạc cùng nhau trình diễn nhiều ca khúc nhạc skiffle như "Rock Island Line" và "Walking Cane" khi Starkey chơi vòng sắt trên chiếc bàn giặt nhằm tạo nhịp. Starkey cũng đam mê nhảy như bố mẹ cậu thời còn trẻ; cậu và Trafford cùng nhau theo học 2 lớp nhảy khác nhau. Cho dù khóa học chỉ ngắn hạn, song nó cũng đủ để Starkey và Trafford nhảy trong mỗi lần đi chơi đêm ngoài thị trấn.
Giáng sinh năm 1957, Graves tặng Starkey dàn trống có trống mặt, trống bass và một vài chũm chọe cơ bản từ một cửa hàng bán đồ cũ. Cho dù thô sơ và không chuẩn, song nó đã giúp cậu có những bước tiến đáng kể khi nó làm gia tăng khả năng của nhóm Eddie Clayton band vốn đang được đặt hẹn cho rất nhiều buổi diễn trong vùng trước khi làn sóng skiffle biến mất vào đầu năm 1958 bởi nhạc rock and roll tới từ nước Mỹ.
Tháng 11 năm 1959, Starr trở thành thành viên của nhóm Texans của Al Caldwell – một nhóm nhạc skiffle đang đi tìm một tay trống chất lượng để toàn tâm toàn ý chuyển thành một nhóm nhạc rock and roll. Họ cùng nhau chơi nhạc ở vài tụ điểm dưới tên Raging Texans, rồi đổi tên thành Jet Storm and the Raging Texans trước khi thống nhất là Rory Storm and the Hurricanes không lâu sau khi Starkey gia nhập. Cũng trong thời gian này, cậu bắt đầu có nghệ danh Ringo Starr vì cậu thường đeo nhẫn và nó cũng bao hàm tính đồng quê và những ảnh hưởng từ nước Mỹ. Từ đó những đoạn chơi của cậu được gọi là "Starr Time".
Tới đầu những năm 1960, The Hurricanes đã là một trong những nhóm tiên phong ở Liverpool. Vào tháng 5, họ được đề nghị tới ở khu nghỉ dưỡng giá rẻ Butlins ở xứ Wales. Cho dù khá khó khăn trong việc phải chọn chỗ ở xa xôi cũng như buộc phải dừng việc học nghề cơ khí mới chỉ bắt đầu được 4 năm trước, Starr cuối cùng vẫn đồng ý. Việc ở tại Butlins tạo nên nhiều cơ hội cho nhóm, bao gồm cả buổi diễn cho Không quân Hoa Kỳ đồn trú tại Pháp mà Starr bình luận: "Người Pháp không như người Anh; ít nhất là tôi không ưa họ." Chuyến đi rất thành công và họ nhận được lời mời chuyển tới Hamburg, song họ ban đầu từ chối vì có hợp đồng dài hạn với Butlins. Cuối cùng, họ chấp nhận và gặp gỡ nhóm The Beatles tại quán Kaiserkeller của Bruno Koschmider‍ ngày 1 tháng 10 năm 1960 – đó chính là lần đầu Starr tiếp xúc với ban nhạc này. The Hurricanes được trả cao hơn nhiều so với The Beatles. Starr tham gia trình diễn một vài tiết mục cùng The Beatles. Ngày 15 tháng 10, cậu lần đầu được thu âm cùng John Lennon, Paul McCartney và George Harrison với phần hát nền bởi ca sĩ Lu Walters của The Hurricanes ca khúc nổi tiếng "Summertime" của George Gershwin. Cũng trong thời gian này, cậu gặp gỡ Tony Sheridan, người đánh giá cao khả năng chơi trống của Starr và đề nghị cậu chia tay The Hurricanes để tới The Beatles.

### 1962-1970: The Beatles
Starr rời The Hurricanes vào tháng 1 năm 1962 và theo Sharidan tới Hamburg, trước khi quay lại The Hurricanes lần thứ 3 ở Butlins. Ngày 14 tháng 8, Lennon đề nghị Starr gia nhập The Beatles, và anh đồng ý. Ngày 16 tháng 8, quản lý Brian Epstein sa thải tay trống Pete Best – người sau này nhớ lại: "Ông ấy tới và nói: "Tôi có vài tin tức xấu cho cậu. Mấy chàng trai muốn cậu ra đi và Ringo tới thay". Ông ấy nói nhà sản xuất George Martin không hài lòng với cách tôi chơi, và họ cũng không thấy phù hợp." Starr lần đầu chính thức chơi cho ban nhạc ngày 18 tháng 8 năm 1962 tại buổi khiêu vũ ở Port Sunlight. Sau khi xuất hiện ở Cavern Club vào ngày hôm sau, người hâm mộ của The Beatles, vốn không đồng tình về vụ sa thải, đã tập trung ở trước nhà Starr gào thét: "Mãi mãi là Pete! Không bao giờ Ringo!" Harrison tỏ rõ sự bất bình với đám người này và Epstein – người thấy rõ đám đông đã chuyển từ sự tôn sùng thành tức giận – buộc phải thuê vệ sĩ để đảm bảo an toàn cho Starr.
Buổi thu đầu tiên của anh cho ban nhạc diễn ra ngày 4 tháng 9 năm 1962. Anh nhớ lại Martin cho rằng anh "bị điên và không thể chơi... chỉ vì tôi cố chơi trống và định âm cùng lúc, trong khi ban nhạc chỉ có bốn người". Ở buổi thu thứ 2 vào ngày 11 tháng 9, Martin thay Starr bằng tay trống Andy White để thu âm đĩa đơn đầu tay "Love Me Do", theo kèm là mặt B "P.S. I Love You". Starr chỉ chơi sắc-xô trong "Love Me Do" và maraca trong "P.S. I Love You". Nghĩ về vai trò của mình trong The Beatles, anh tâm sự: "Tất cả đã chấm dứt, họ đối xử với tôi như Pete Best thôi." Martin sau này giải thích: "Tôi đơn giản chưa biết Ringo như thế nào, vậy nên tôi không thể nhận bất cứ rủi ro nào."
Tới tháng 11 năm 1962, Starr bắt đầu được chấp nhận từ người hâm mộ của The Beatles – những người yêu cầu anh phải hát các ca khúc. Không lâu sau, anh cũng nhận được số lượng thư tương tự như các thành viên khác. Starr cho rằng mình đã có được vị trí tương đương với các thành viên còn lại của ban nhạc: "Tôi cần được như vậy, tôi không đáng là người cuối cùng. Tôi gia nhập họ khi tất cả đều mệt mỏi với một tay trống." Anh chỉ được nhận lượng cổ phần nhỏ trong công ty phát hành chung của Lennon và McCartney, Northern Songs, song anh vẫn được nhận 1/4 tiền thu được của nhóm từ Beatles Ltd. – công ty được thành lập để quản lý thu nhập từ các buổi diễn của ban nhạc. Anh bình luận về phong cách sống của mình cũng như thành công của The Beatles: "Tôi từng chỉ sống trong các hộp đêm suốt 3 năm. Ở đó luôn luôn có những bữa tiệc không ngừng." Cũng như cha của mình, Starr cũng nổi tiếng về khả năng khiêu vũ và nhận được lời khen đáng kể về tài năng này của mình.

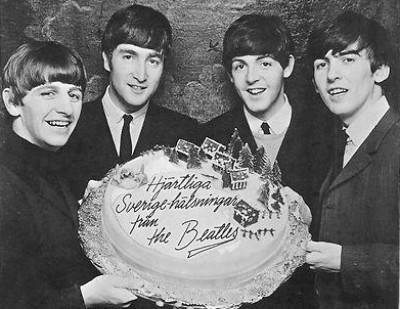
Starr, Lennon, McCartney và Harrison năm 1963 tại Stockhom

Năm 1963, The Beatles có được tiếng tăm trên toàn nước Anh. Ngay tháng 1, đĩa đơn "Please Please Me" và "Love Me Do" đều xuất hiện tại các bảng xếp hạng ở đây cũng như trên chương trình truyền hình Thank Your Lucky Stars với đánh giá tích cực, giúp họ tăng được lượng đĩa bán cũng như tần suất trên đài phát thanh. Tới cuối năm, hiện tượng Beatlemania đã lan rộng ra toàn quốc, và chỉ tới tháng 2 năm 1964, The Beatles đã trở thành hiện tượng toàn cầu, có mặt cả trên chương trình The Ed Sullivan Show tại Mỹ với 73 triệu người xem trực tiếp. Starr bình luận: "Tại Mỹ, tôi biết mình đã đạt tới thành công. Nó giúp tôi tỉnh giấc và nghe thấy những đứa nhóc gọi tên mình. Tôi cảm nhận nó theo cá tính mình... Những tiếng gọi đó... là sự việc thường ngày của chúng tôi." Anh chính là chủ đề cho khá nhiều sáng tác đương thời, có thể kể tới "I Want to Kiss Ringo Goodbye" của Penny Valentine hay "Ringo for President" của Rolf Harris. Năm 1964, huy hiệu cài áo "I love Ringo" là sản phẩm bán chạy nhất của The Beatles. Trong các buổi trình diễn, ban nhạc vẫn giành nhiều thời gian cho "Starr Time" vốn trở nên rất phổ biến với người hâm mộ: Lennon tiến tới đặt chiếc micro trước dàn trống của Starr và khán phòng sẽ tràn ngập những tiếng hò hét. Khi The Beatles bắt đầu thực hiện bộ phim A Hard Day's Night, Starr nhận được ngày một nhiều sự yêu mến từ giới chuyên môn vốn đánh giá cao với khả năng diễn đạt khuôn mặt ngây đơ 1-cảm-xúc và những hoạt cảnh câm trong phim. Những hoạt cảnh câm đó thực tế được sắp đặt bởi đạo diễn Richard Lester vốn dĩ do Starr không có nhiều thời gian nghỉ ngơi đêm trước đó. Anh bình luận: "Chỉ vì tôi đã uống cả đêm mà hôm đó tôi không nói được lời nào." Epstein gọi những lời nhận xét của Starr là "sự kỳ quái của gã lùn". Sau khi ban nhạc ra mắt bộ phim ca nhạc thứ 2, Help! (1965), Starr được độc giả tờ Melody Maker là nhân vật chính của bộ phim chứ không phải là bất cứ thành viên nào khác của The Beatles.
Trong bài phỏng vấn trên tạp chí Playboy năm 1964, Lennon nói rằng Starr được tham gia vào The Beatles chỉ vì Best bị ốm; Starr đáp lại rằng "[Best] dùng chút thuốc để tự khiến mình ốm". Không lâu sau, Best liền đâm đơn kiện Starr vì xúc phạm cá nhân, và phải tới 4 năm sau tòa án mới có kết luận cuối cùng ủng hộ Best trong một bản án không công bố. Tháng 6 cùng năm, The Beatles đi tour tại Đan Mạch, Úc, châu Á, Hà Lan và New Zealand, song Starr đã bị ốm ngay khi tour diễn bắt đầu. Sốt cao kèm viêm họng và viêm amidan, anh phải nhập viện, ở lại đó không lâu trước khi về điều trị tại nhà. Trong thời gian đó, tay trống 24 tuổi Jimmie Nicol thay thế anh trong 5 buổi diễn. Sau khi hồi phục, anh gặp nhóm tại Melbourne ngày 15 tháng 6. Anh tiết lộ rằng mình rất sợ nếu bị thay thế vĩnh viễn ngay cả trong trường hợp khỏi bệnh. Tới tháng 8, The Beatles gặp gỡ Bob Dylan và Starr là người đầu tiên thử điếu cần sa do Dylan mời, trong khi Lennon, McCartney và Harrison lúc đầu đều rất do dự.
Ngày 11 tháng 2 năm 1965, Starr kết hôn với Maureen Cox, người mà anh gặp từ năm 1962. Theo thời gian, stress và nhiều áp lực khác cũng xuất hiện cùng với đỉnh cao của Beatlemania. Anh nhận được cuộc gọi đe dọa trước buổi diễn ở Montreal, và buộc phải bố trí dàn chũm chọe theo chiều dọc nhằm tránh rủi ro bị ám sát. Áp lực thường xuyên cũng ảnh hưởng tới chất lượng trình diễn của The Beatles. Anh bình luận: "Chúng tôi trở thành những gã nhạc sĩ tồi... Không có cách nào có thể cải thiện được." Anh cũng sớm cảm thấy việc mình bị tách ra khỏi hoạt động âm nhạc của nhóm – những người nhanh chóng vượt ra ngoài những ranh giới truyền thống của nhạc rock mà không thực sự cần tới vai trò của anh. Trong các buổi thu âm, Starr thường chơi bài tây cùng quản lý di chuyển Neil Aspinall và người bạn Mal Evans trong khi các Beatle khác chơi nhạc mà không cần anh. Trong bài phỏng vấn trên tờ Melody Maker, người hâm mộ hỏi tại sao The Beatles không cho Starr hát nhiều hơn, anh trả lời: "Tôi cảm thấy hài lòng vì được hát 1 ca khúc mỗi album."

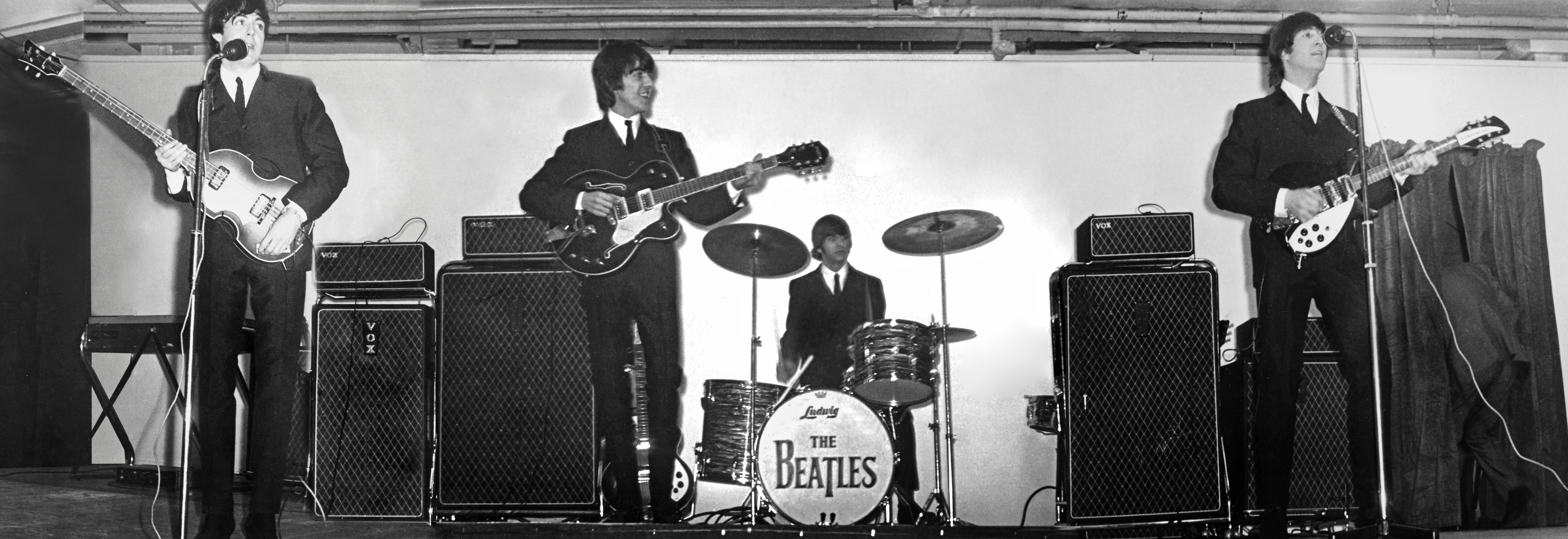
The Beatles trên sân khấu ở Belfast năm 1964

Tháng 8 năm 1966, The Beatles cho phát hành Revolver, album LP thứ 7 tại Anh. Ca khúc "Yellow Submarine" là đĩa đơn quán quân duy nhất của The Beatles mà Starr hát chính. Sau những áp lực kéo dài, tới cuối tháng, ban nhạc quyết định chấm dứt việc đi tour với buổi diễn 30 phút tại Công viên Candlestick ở San Francisco. Starr nói: "Chúng tôi từ bỏ việc lưu diễn thật đúng lúc. 4 năm cùng Beatlemania là quá đủ cho mỗi người." Tháng 12, anh dọn tới căn nhà rộng tới 3 mẫu Anh có tên Sunny Heights ở đồi Saint George. Cho dù trang bị cho ngôi nhà vô vàn đồ vật xa xỉ, như rất nhiều vô tuyến, đèn màu, máy chiếu phim và các thiết bị âm thanh, bàn billard, đường đua go-kart và cả một quầy bar lớn có tên Flying Cow, song Starr không hề đặt bất cứ dàn trống nào ở nhà: "Nếu không thu âm thì tôi không chơi trống nữa."
Trong album đầu tiên của năm 1967, Sgt. Pepper's Lonely Hearts Club Band, Starr hát chính trong sáng tác "With a Little Help from My Friends" của Lennon-McCartney. Cho dù toàn bộ The Beatles đều được tôn vinh với Sgt. Pepper, quãng thời gian thu âm kéo dài của album thực tế gia tăng sự tách biệt của Starr với ban nhạc. Anh bình luận: "Đây không phải album tốt nhất của chúng tôi. Nó có thể là đỉnh cao với nhiều người, nhưng tôi thì không khác gì một nghệ sĩ khách mời... Chúng chỉ ít nhiều liên quan tới cách mà tôi thường chơi." Việc không thể tạo nên những chất liệu mới khiến anh thu mình hơn vào mỗi buổi thu, và anh thường thấy mình bị bỏ quên khi chỉ phải chơi vai trò định âm rất nhỏ trong các sáng tác của McCartney, Lennon và Harrison. Chính vì vậy Starr bắt đầu tập chơi guitar. Anh nói: "Tôi tạo nên hợp âm và có vẻ không ai muốn hưởng ứng. Hầu hết những gì tôi muốn tôi đều viết trên các khuôn nhạc."
Cái chết của Epstein vào tháng 8 năm 1967 khiến The Beatles thiếu mất người quản lý; Starr nhớ lại: "Đó là khoảng thời gian khó khăn với chúng tôi khi đó là người phụ trách toàn bộ việc kinh doanh của nhóm – một thứ mà chúng tôi chưa bao giờ hiểu biết." Không lâu sau, ban nhạc bắt đầu thực hiện một dự án phim thất bại, Magical Mystery Tour. Starr bắt đầu quan tâm hơn tới chụp ảnh, giúp anh có được vai trò Giám đốc tạo hình cho bộ phim, và sự đóng góp của anh cho bộ phim cũng đáp ứng được yêu cầu của McCartney.
Tháng 2 năm 1968, Starr là Beatle đầu tiên hát trong ca khúc của một nghệ sĩ khác mà không có sự tham gia của các thành viên còn lại. Anh hát trong bản hít "Act Naturally" của Buck Owens, song ca cùng Cilla Black trong "Do you Like Me Just a Little Bit?" trên chương trình Cilla tại BBC One. Cuối năm, Apple Records cho phát hành Album trắng. Cảm hứng thực hiện album-kép này được xuất phát từ chuyến đi gặp thiền sư Maharishi Mahesh Yogi. Trong chuyến đi tới ashram ở Rishikesh, Ấn Độ, họ có được những cảm hứng sáng tác rực rỡ nhất khi viết nên hầu hết các ca khúc ở đây. Cho dù chỉ ở lại đúng 10 ngày, Starr cũng hoàn thiện sáng tác đầu tay cho ban nhạc, "Don't Pass Me By". Trong quãng thời gian thu âm Album trắng, mối quan hệ giữa các thành viên ngày một chia cách. Tới thời kỳ thu âm, hoạt nhóm liên tục bị xé nhỏ, thậm chí có lúc chỉ có 1 hoặc 2 Beatle có mặt ở phòng thu. Starr cảm thấy khó chịu về tính thủ lĩnh gia tăng của McCartney, vượt trên tính lãnh đạm của Lennon vốn cũng bị Starr cảm thấy không hài lòng vì sự xuất hiện ngày một thường xuyên của Yoko Ono. Sau một buổi thu mà McCartney chỉ trích cách chơi trống của Starr, anh liền quyết định bỏ nhóm, đi nghỉ ngơi cùng gia đình ở Sardinia trên chiếc du thuyền mượn của Peter Sellers. Trong bữa trưa, bếp trưởng có phục vụ món bạch tuộc, và anh từ chối nếm thử. Cuộc trao đổi sau đó với thuyền trưởng liên quan tới cách đối xử với động vật giúp anh viết nên ca khúc "Octopus's Garden" bằng guitar cho album Abbey Road. Sau khi quay trở lại phòng thu 2 tuần sau đó, anh thấy dàn trống của mình được Harrison phủ kín bằng những vòng hoa chào mừng.
Cho dù những giai đoạn tái hợp ngắn ngủi đã làm xoa dịu mối căng thẳng giữa các thành viên trong thời kỳ thu âm Album trắng, việc thực hiện bộ phim Let It Be và bản LP theo kèm phản ánh rất rõ rệt những vấn đề trong nội bộ ban nhạc. Ngày 20 tháng 8 năm 1969, 4 thành viên của The Beatles cùng ngồi với nhau lần cuối tại phòng thu Abbey Road Studios để hoàn tất ca khúc "I Want You (She's So Heavy)". Sau buổi họp bàn bạc một số thủ tục ngày 20 tháng 9 năm 1969, Lennon tuyên bố rời khỏi ban nhạc.

### Sự nghiệp solo

#### Thập niên 1970
Ngày 10 tháng 4 năm 1970, McCartney tuyên bố The Beatles chính thức tan rã. Không lâu sau đó, anh và McCartney đã cãi nhau lớn khi McCartney từ chối hoãn việc phát hành album solo đầu tay của mình cùng lúc với album Sentimental Journey của Starr và Let It Be của The Beatles. Album của Starr – với những điểm nhấn cơ bản của nhạc rock hòa âm bởi Quincy Jones, Maurice Gibb, George Martin và McCartney – đã đạt vị trí số 7 tại Anh và 22 tại Mỹ. Ngay sau đó, Starr cho phát hành album nhạc đồng quê có tên Beaucoups of Blues, hòa âm bởi Scotty Moore cùng nghệ sĩ Pete Drake từ Nashville. Cho dù nhận được một vài đánh giá chuyên môn tích cực, album lại thất bại thảm hại về doanh thu. Cùng lúc đó, Starr bắt đầu phát triển song song sự nghiệp âm nhạc của mình với nghề diễn xuất phim điện ảnh.
Starr chơi trống trong album John Lennon/Plastic Ono Band (1970) của Lennon, Yoko Ono/Plastic Ono Band (1970) của Ono, All Things Must Pass (1970), Living in the Material World (1973) và Dark Horse (1974) của Harrison. Năm 1971, anh tham gia vào Concert for Bangladesh tổ chức bởi Harrison – người cùng anh sáng tác bản hit "It Don't Come Easy" giành vị trí số 4 tại cả Anh và Mỹ. Ngay năm sau, anh có được đĩa đơn thành công nhất sự nghiệp, "Back Off Boogaloo", với vị trí á quân tại Anh và vị trí số 9 tại Mỹ. Sau khi kết bạn với ca sĩ người Anh Marc Bolan, anh bắt đầu sự nghiệp điện ảnh trong vai trò đạo diễn bộ phim tài liệu Born to Boogie của nhóm T. Rex.
Năm 1973, Starr có được 2 ca khúc quán quân tại Mỹ nữa là "Photograph" (đứng thứ 8 tại Anh và đồng sáng tác bởi Harrison) và "You're Sixteen" sáng tác bởi Sherman Brothers. Là đĩa đơn thứ 3 vượt ngưỡng triệu bản và là đĩa đơn thứ 2 quán quân tại Mỹ, "You're Sixteen" được phát hành vào tháng năm 1974 và có được vị trí số 4. Cả hai ca khúc đều nằm trong album rock đầu tiên của Starr có tên Ringo, sản xuất bởi Richard Perry với phần đóng góp sáng tác riêng lẻ từ cả Lennon, McCartney và Harrison. Album bao gồm bản hit "Oh My My", có được vị trí số 5 tại Mỹ và là đĩa đơn top 10 thứ 5 liên tiếp của anh. Album giành được vị trí số 7 tại Anh và số 2 tại Mỹ. Cây bút Peter Doggett cho rằng Ringo là sản phẩm sự nghiệp của Starr, nói rằng anh đã thực sự trở thành một nhạc sĩ chứ không đơn thuần là người sáng tác nhạc, "Anh ấy có thể nhờ cậy tới những người bạn và cả sức hút của chính mình, và khi cả hai yếu tố đó đều hòa hợp thì kết quả thật đáng ngưỡng mộ."
Goodnight Vienna được phát hành sau đó vào năm 1974 cũng có thành công lớn khi đạt vị trí số 8 tại Mỹ vào 30 tại Anh. Album giúp Starr có thêm 2 ca khúc top 10 nữa: bản hát lại ca khúc "Only You (And You Alone)" của The Platters giành vị trí số 6 tại Mỹ và số 28 tại Anh; và ca khúc "No No Song" có được vị trí số 3 tại Mỹ. Trong khoảng thời gian này, anh bắt đầu quan hệ tình cảm với Lynsey de Paul. Anh chơi sắc-xô trong ca khúc mà cô viết cho Vera Lynn có tên "Don't You Remember When" và anh chính là nguồn cảm hứng cho một sáng tác khác của de Paul có tên "If I Don't Get You the Next One Will" mà cô ám chỉ việc anh lỡ cuộc hẹn ăn tối chỉ vì ngủ quên ở văn phòng.

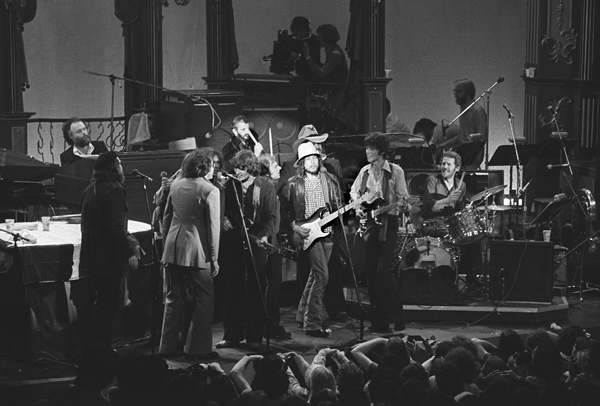
Starr trên sân khấu trong buổi diễn chia tay ban nhạc The Band tháng 11 năm 1976

Starr thành lập hãng đĩa riêng Ring O'Records vào năm 1975. Công ty ký hợp đồng với 11 nghệ sĩ, cho phát hành 15 đĩa đơn và 5 album phòng thu trong giai đoạn từ 1975 tới 1978, bao gồm các sản phẩm của David Hentschel, Graham Bonnet và Rab Noakes. Sự nghiệp thu âm của Starr buộc phải gián đoạn, cho dù anh vẫn đôi lúc đi thu âm và xuất hiện trước công chúng. Trả lời phỏng vấn vào năm 2001, Starr giải thích giai đoạn này rằng mình "không có hứng thú" với âm nhạc, và nhắc tới những người bạn thân là Nilsson và Keith Moon: "Chúng tôi không phải là những nhạc sĩ chìm đắm trong ma túy và rượu; bây giờ chúng tôi chỉ là những gã bỏ đi trong âm nhạc." Cả Starr và Moon đều là thành viên của một hội nhậu nổi tiếng có tên The Hollywood Vampires.
Tháng 11 năm 1976, anh là khách mời trong buổi diễn chia tay ban nhạc The Band, sau này được ghi lại thành bộ phim tài liệu nổi tiếng The Last Waltz (1978) của đạo diễn Martin Scorsese. Cũng trong năm 1976, Starr cho phát hành album Ringo's Rotogravure – sản phẩm đầu tiên của anh được phát hành dưới hãng đĩa Atlantic Records tại Bắc Mỹ và Polydor Records tại các vùng lãnh thổ khác. Album được sản xuất bởi Arif Mardin và bao gồm các sáng tác của McCartney, Lennon và Harrison. Cho dù được Starr dành nhiều tâm huyết để quảng bá, album cuối cùng vẫn thất bại tại Anh. Ở Mỹ, nó cũng có được chút thành công khi 2 ca khúc "A Dose of Rock 'n' Roll" (vị trí 26) và bản hát lại ca khúc "Hey! Baby" (vị trí 74) có được chút doanh thu, giúp album đạt vị trí 28. Sự nghèo nàn về doanh thu buộc Polydor phải thay đổi nguyên tắc làm việc với Starr, và kết quả là album Ringo the 4th (1977) mang nhiều âm hưởng của disco và pop thập niên 1970. Album là một thảm họa thương mại khi không được xếp hạng tại Anh và chỉ có vị trí 162 tại Mỹ. Năm 1978, Starr cho ra mắt album Bad Boy, tiếp tục thất bại khi có vị trí số 129 tại Mỹ và một lần nữa không vào nổi bảng xếp hạng ở Anh.

#### Thập niên 1980
Sau khi Lennon bị ám sát vào cuối năm 1980, Harrison đã thay đổi hoàn toàn phần lời ca khúc "All Those Years Ago" vốn được viết cho Starr để tri ân trưởng nhóm The Beatles. Ca khúc này, với sự tham gia của cả Paul và Linda McCartney với Starr chơi trống, giành được vị trí á quân tại Mỹ và thứ 13 tại Anh. Năm 1981, anh ra mắt album Stop and Smell the Roses với các ca khúc được sản xuất bởi Nilsson, McCartney, Harrison, Ronnie Wood và Stephen Stills. Album bao gồm sáng tác của Harrison có tên "Wrack My Brain", giành được vị trí số 38 ở Mỹ. Lennon cũng viết 2 ca khúc cho album này là "Nobody Told Me" và "Life Begins at 40", song sau cái chết của anh, Starr không còn muốn thu âm chúng nữa. Ngay sau vụ ám sát, Starr và bạn gái Barbara Bach cùng bay tới thành phố New York để thăm Yoko Ono.

Starr trình diễn trên sân khấu của chương trình Prince's Trust ngày 6 tháng 6 năm 1987

Kể từ Stop and Smell the Roses, các dự án thu âm của Starr gặp nhiều vấn đề. Sau khi thu âm hoàn chỉnh Old Wave (1982) cùng Joe Walsh, Starr không thể kiếm được nhà phát hành album tại Anh và Mỹ. Năm 1987, anh từ bỏ kế hoạch thu âm album nhạc đồng quê sản xuất bởi Chips Moman khi Moman bị cấm hoạt động âm nhạc từ tòa án do các vấn đề bản quyền. Tuy nhiên, Starr vẫn nổi tiếng với công chung với việc làm người dẫn chuyện trong chương trình thiếu nhi Thomas & Friends, sản xuất bởi Britt Allcroft phỏng theo cuốn sách của Reverend W. Awdry. Anh cũng vào vai "Mr. Conductor" trong chương trình Shining Time Station của Mỹ, lên sóng năm 1989 qua đài PBS.
Năm 1985, anh cùng con trai Zak tham gia trình diễn ca khúc "Sun City" của tổ chức Artists United Against Apartheid, rồi cùng Harrison và Clapton tham gia vào chương trình truyền hình Blue Suede Shoes: A Rockabilly Session về Carl Perkins. Năm 1987, anh chơi trống trong "When We Was Fab" nằm trong album Cloud Nine của Harrison và xuất hiện trong video ca khúc này, thiết kế bởi Godley & Creme. Cũng trong năm 1987, Starr, Harrison và Lynne trình diễn cùng Eric Clapton, Elton John, Phil Collins và Ray Cooper tại buổi diễn từ thiện của quỹ Prince's Trust. Tháng 1 năm 1988, Ringo cùng Harrison và Ono cùng xuất hiện tại lễ vinh danh tại Đại sảnh Danh vọng Rock and Roll ở New York khi The Beatles được xướng tên tại đây.
Trong khoảng tháng 10 và 11 năm 1988, Starr và Bach cùng nhau tới trung tâm cai nghiện ở Tucson, Arizona nhằm bỏ hẳn chứng nghiện rượu. Anh nói về chứng nghiện rượu của mình: "Những năm mà tôi đã đánh mất, biết bao nhiêu năm... Tôi không hề biết chuyện gì đã xảy ra. Tôi sống như bị mất trí nhớ tạm thời.". Sau khi cai nghiện thành công, Starr quyết tâm tạo dựng lại sự nghiệp và quay trở lại lưu diễn. Ngày 23 tháng 7 năm 1989, Ringo Starr & His All-Starr Band lần đầu xuất hiện trước công chúng khi trình diễn trước 10.000 khán giả ở Dallas, Texas. Với mục đích đi lưu diễn xuyên suốt nhiều thập kỷ, ban nhạc bao gồm Starr cùng rất nhiều những nghệ sĩ luân phiên từng có ít nhiều thành công trong sự nghiệp của riêng mình. Chương trình bao gồm hầu hết các ca khúc được Starr thể hiện, của cả thời The Beatles lẫn thời kỳ solo, với sự đóng góp của các nghệ sĩ cùng với những nhạc cụ riêng biệt, xen lẫn là các ca khúc mà Starr chơi trống.

#### Thập niên 1990
Starr cho ra mắt album đầu tay của ban nhạc có tên Ringo Starr and His All-Starr Band (1990), tổng hợp các buổi trình diễn trực tiếp của nhóm. Cùng năm, anh thu âm ca khúc "I Call Your Name" nhân dịp kỷ niệm 10 năm cái chết và 50 năm ngày sinh của Lennon. Ca khúc được sản xuất bởi Lynne và sáng tác bởi Lynne, Tom Petty, Joe Walsh và Jim Keltner.
Năm 1991, Starr xuất hiện trong tập "Brush with Greatness" của serie phim hoạt hình châm biếm The Simpsons và đóng góp ca khúc "You Never Know" cho phần soundtrack bộ phim Curly Sue của John Hughes. Năm 1992, anh cho phát hành album solo tiếp theo sau đúng 9 năm có tên Time Takes Time, sản xuất bởi Phil Ramone, Don Was, Lynne và Peter Asher với sự tham gia của nhiều ngôi sao như Brian Wilson và Harry Nilsson. Album tiếp tục không có thành công thương mại, cho dù đĩa đơn "Weight of the World" cũng đạt vị trí 74 tại Anh, đánh dấu sự trở lại của Starr kể từ đĩa đơn "Only You" năm 1974.
Năm 1994, anh cùng 2 thành viên còn sống của The Beatles thực hiện dự án The Beatles Anthology. Họ cùng nhau xây dựng hoàn chỉnh những ca khúc được thu nháp trong băng từ của Lennon và thực hiện nhiều bài phỏng vấn dài liên quan tới sự nghiệp của ban nhạc. Được phát hành vào tháng 12 năm 1995, "Free as a Bird" là đĩa đơn chính thức đầu tiên của The Beatles kể từ năm 1970. Tới tháng 3 năm 1996, họ thu âm và ra mắt ca khúc "Real Love". Tuy nhiên, Harrison sau đó từ chối tham gia thu âm ca khúc thứ 3. Starr góp giọng 2 ca khúc trong album Flaming Pie (1997) của McCartney. McCartney sáng tác 1 ca khúc "Little Willow" về người vợ cũ Maureen của Starr – người qua đời vì ung thư vào năm 1994 – và đề nghị Starr tham gia vào ca khúc "Beautiful Night". Sau buổi thu của "Beautiful Night", buổi thu nháp giúp họ có thêm một ca khúc mới là "Really Love You", thực tế trở thành sản phẩm đầu tiên đứng tên liên danh McCartney/Starkey.
Năm 1998, anh cho ra mắt 2 album dưới nhãn đĩa Mercury Records. Album Vertical Man đánh dấu 9 năm hợp tác cùng Mark Hudson – nhà sản xuất và cùng ban nhạc của mình, The Roundheads, đã chơi toàn bộ phần nền cho album. Ngoài ra rất nhiều nghệ sĩ khác cũng tham gia đóng góp, bao gồm cả Martin và McCartney, và đây cũng là album cuối cùng của Starr mà Harrison tham gia. Hầu hết các ca khúc được sáng tác bởi Starr và ban nhạc. Walsh và The Roundheads tham gia trình diễn album này tại VH1 Storytellers, sau này được phát hành album cùng tên. Trong buổi diễn này, Starr trình diễn tất cả các ca khúc thành công nhất và nhiều sáng tác mới bổ sung. Album thứ 2 mà Starr cho phát hành có tên I Wanna Be Santa Claus (1999). Album không có được thành công thương mại, và thậm chí hãng đĩa còn quyết định không phát hành nó tại Anh.

#### Thập niên 2000

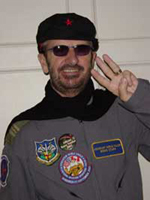
Starr với danh hiệu danh dự Santa Tracker vào năm 2004

Starr được có tên tại Đại sảnh Danh vọng Nghệ thuật định âm vào năm 2002 cùng Buddy Rich, William F. Ludwig, Sr. và William F. Ludwig, Jr.. Ngày 29 tháng 11 năm 2002, anh tới trình diễn ca khúc "Photograph" và hát lại sáng tác "Honey Don't" của Carl Perkins trong buổi diễn kỷ niệm 1 năm ngày mất của Harrison, Concert for George, tổ chức tại Royal Albert Hall, London. Năm 2003, anh cho phát hành album Ringo Rama trong đó bao gồm ca khúc "Never Without You" anh đồng sáng tác để tưởng nhớ Harrison. Cùng năm, Starr lập nên hãng thu âm Pumkinhead Records cùng thành viên nhóm All-Starr Band, Mark Hudson. Hãng đĩa không thực sự thành công, ngoại trừ hợp đồng đầu tiên với Liam Lynch để phát hành bản LP năm 2003 Fake Songs.
Starr tham gia vinh dự trao danh hiệu Santa Tracker và góp giọng trong chương trình NORAD Tracks Santa nhân dịp Giáng sinh 2003 và 2004 khi đơn vị này dừng tại London. Theo chỉ huy từ NORAD, anh là "ngôi sao của phương Tây" giúp Bộ Chỉ huy Phòng không Bắc Mỹ lưu giữ truyền thống tìm kiếm Ông già Noel.
Album Choose Love thu hút được rất nhiều khách mời tới thu âm, song tiếp tục thất bại tại Anh và Mỹ. Năm 2005, Hội đồng thành phố Liverpool lên kế hoạch phá hủy khu phố, cụ thể địa chỉ 9 phố Madryn nơi Starr ra đời với ghi chú "không có giá trị lịch sử". Sau đó, Hội đồng tuyên bố rằng căn hộ sẽ được giữ tới từng viên gạch và trùng tu.
Starr ra mắt album Liverpool 8 vào năm 2008 để kỷ niệm nhân dịp thành phố được nhận danh hiệu Thủ đô Văn hóa châu Âu. Hudson là nhà sản xuất ban đầu của album song sau đó rút lui vì vài tranh cãi với Starr, và được thay thế bởi David A. Stewart. Starr trình diễn ca khúc tiêu đề khai mạc buổi lễ trao giải, nhưng ngay lập tức nhận được những phản ứng trái chiều sau khi anh có những bình luận khiếm nhã về thành phố quê hương. Tới tháng 10, anh tiếp tục trở thành trung tâm của chỉ trích khi anh lên tiếng phàn nàn người hâm mộ và những tay săn ảnh luôn làm phiền muốn anh ký tên lên vật phẩm của họ.

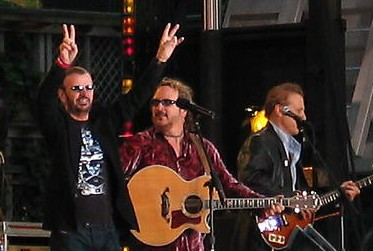
Starr cùng ban nhạc trên sân khấu New York năm 2005

Năm 2009, Starr tái ngộ cùng McCartney trong buổi diễn từ thiện Change Begins Within tại Radio City Music Hall tổ chức bởi David Lynch. Sau khi chơi cùng ban nhạc, Starr cùng McCartney hát "With a Little Help from My Friends" cùng vài ca khúc khác. Starr xuất hiện tại buổi họp báo Electronic Entertainment Expo năm 2009 của Microsoft cùng Ono, McCartney và Olivia Harrison để quảng bá trò chơi The Beatles: Rock Band. Tháng 11 cùng năm, anh lồng tiếng cho nhân vật Thomas the Tank Engine trong liên khúc "The Official BBC Children in Need Medley". Đây là đĩa đơn quán quân duy nhất mà Starr tham gia kể từ khi chia tay The Beatles vào năm 1970 (không tính những lần tham gia trong vai trò khách mời trong đĩa đơn của các nghệ sĩ khác).

#### Thập niên 2010
Năm 2010, Starr tự sản xuất album phòng thu thứ 10 của mình mang tên Y Not, trong đó có ca khúc "Walk with You" với phần góp giọng từ McCartney. Cuối năm, ông tham gia vào chương trình truyền hình từ thiện Hope for Haiti Now: A Global Benefit for Earthquake Relief ở đầu cầu trực tuyến những người nổi tiếng. Ngày 7 tháng 7 năm 2010, ông kỷ niệm ngày sinh thứ 70 của mình tại Radio City Music Hall, New York cùng các thành viên của All-Starr Band, gia đình, bạn bè, Yoko Ono và con trai Zak trên sân khấu. McCartney chính là khách mời bất ngờ của chương trình.
Starr thu âm ca khúc "Think It Over" của Buddy Holly trong album tri ân Listen to Me: Buddy Holly được phát hành vào ngày 6 tháng 11 năm 2011. Ngày 30 tháng 1 năm 2012, ông phát hành album Ringo 2012. Tới cuối năm, ông tuyên bố nhóm All-Starr Band sẽ đi tour vành đai Thái Bình Dương và tại New Zealand, Úc và Nhật Bản trong năm 2013: đây là tour diễn đầu tiên của ông tại Nhật Bản kể từ năm 1996, và cũng là lần đầu tiên ban nhạc trình diễn tại New Zealand và Úc.
Tháng 1 năm 2014, Starr tái hợp cùng McCartney trình diễn ca khúc "Queenie Eye" tại Giải Grammy lần thứ 56 ở Trung tâm Staples, thành phố Los Angeles. Cũng trong hè năm đó, ông đi tour tại Canada và Mỹ, bổ sung thêm vào đội hình của All-Starr Band nhạc sĩ đa nhạc cụ Warren Ham và nghệ sĩ saxophone Mark Rivera. Tháng 7, Starr vận động ý tưởng #peacerocks – một chiến dịch chống lại bạo lực khởi xướng bởi nhà thiết kế John Varvatos thuộc Quỹ David Lynch. Tháng 9 cùng năm, ông được tạp chí GQ trao giải "Người đàn ông của năm" cho những hoạt động nhân đạo hiệu quả của mình tại Quỹ David Lynch.
Tháng 1 năm 2015, Starr đăng lên twitter toàn bộ album phòng thu tiếp theo của mình có nhan đề Postcards from Paradise. Album này được giới thiệu ngay trước khi Starr được vinh danh tại Đại sảnh Danh vọng Rock and Roll và được phát hành ngày 31 tháng 3 với nhiều đánh giá trái chiều. Cũng trong tháng 3, Starr và ban nhạc tuyên bố thực hiện tour diễn vòng quanh nước Mỹ bắt đầu vào tháng 7 tại Syracuse.

## Phong cách âm nhạc

### Ảnh hưởng
Khi còn trẻ, Starr là người hâm mộ cuồng nhiệt nhạc skiffle và blues, tuy nhiên kể từ khi gia nhập The Texans vào năm 1958, anh bắt đầu quan tâm hơn tới rock 'n' roll. Ông cũng bị ảnh hưởng từ các nhạc sĩ nhạc đồng quê như Hank Williams, Buck Owens và Hank Snow, các tay trống nhạc jazz như Chico Hamilton và Yusef Lateef – những người giúp Starr định hình nên cách chơi trống nhịp nhàng mà đầy năng lượng – ngoài ra có cả nhạc groove. Khi nhắc về Buddy Rich, ông bình luận: "Anh ấy làm một thứ chỉ với 1 tay, trong khi tôi còn không làm nổi với 9 tay, nhưng đó chính là kỹ thuật. Mọi người mà tôi gặp đều đặt ra câu hỏi "Buddy Rich thì có gì?" Ồ, vậy thì anh ta có gì? Đơn giản vì anh ấy mang cảm hứng cho tôi." Ông cũng nhấn mạnh rằng mình "không hoàn toàn hiểu về những tay trống", nhưng tiết lộ rằng bản chơi lại ca khúc "Topsy Part Two" của Benny Goodman‍‍ bởi Cozy Cole là "bản thu chơi trống duy nhất" mà anh từng mua.
Thần tượng đầu tiên của Starr là Gene Autry khi ông nhận xét: "Tôi lần đầu thấy được tia sáng khi nghe ông hát "South of the Border"." Trong những năm 1960, ông là người hâm mộ Lee Dorsey. Tháng 11 năm 1964, ông trả lời trên tờ Melody Maker: "Âm nhạc của chúng ta chỉ là dị bản của những người da màu... 90% âm nhạc của tôi là của người da màu."

### Trống

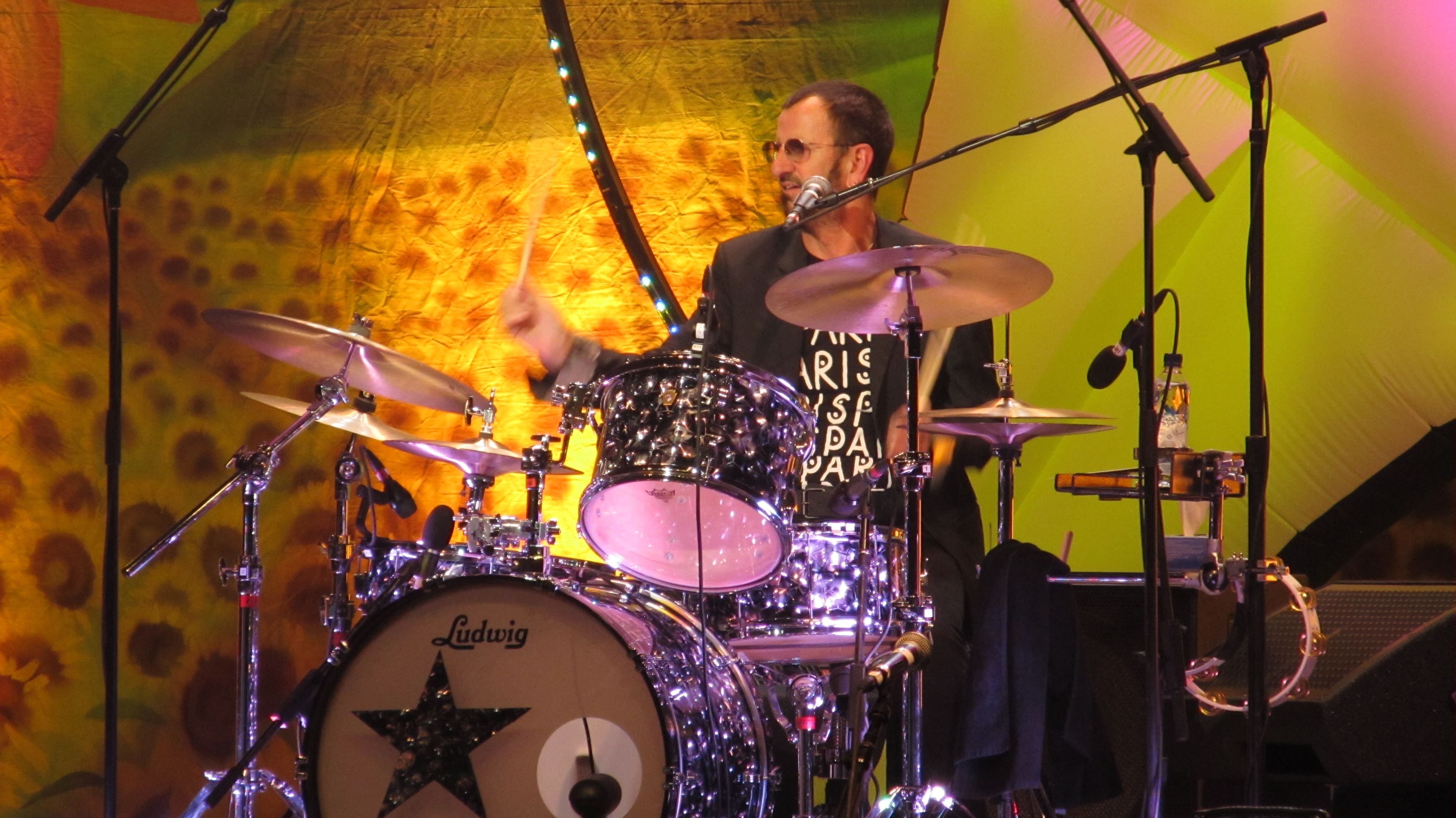
Starr cùng ban nhạc All-Starr Band trên sân khấu Paris năm 2011

Những ảnh hưởng từ cách chơi trống của Starr đối với âm nhạc của The Beatles nhận được lời ca ngợi của hầu hết những tay trống khác. Starr bình luận: "Tôi không mạnh về kỹ thuật... Tôi chỉ là một tay trống chuẩn mực với chút cảm hứng vui tươi... bởi vì tôi là một người thuận tay trái chơi trên một dàn trống cho người thuận tay phải. Tôi không thể chơi tất cả các thể loại trống cũng vì lý do đó." Nhà sản xuất George Martin nhận xét: "Ringo chơi tốt và nhiệt tình khi sử dụng tom-tom, cho dù cậu ấy còn không thể thay đổi phong cách để cứu lấy chính mình", sau đó ông bổ sung "Cậu ấy có những cảm nhận kỳ lạ. Cậu ấy luôn giúp chúng tôi tìm được nhịp chuẩn, và đưa khả năng hỗ trợ đó – phần nhịp nền phụ – góp phần giúp tất cả các ca khúc của The Beatles trở nên dễ dàng hơn." Bản thân Starr nói: "Tôi luôn cho rằng một tay trống không chỉ ở đó để chơi một ca khúc" và khi so sánh khả năng chơi trống với hội họa của mình, ông nhấn mạnh: "Tôi chính là nền tảng, vậy nên tôi cho thêm chút rực rỡ ở đây và kia... Nếu có một khoảng trống, tôi cần biết mình đủ giỏi để lấp đầy nó."
Năm 2011, độc giả tạp chí Rolling Stone bình chọn Starr là tay trống vĩ đại thứ năm của mọi thời đại. Nhà báo Robyn Flans, cộng tác viên lâu năm của tờ Modern Drummer, viết cho Tổ chức Nghệ thuật Định âm rằng: "Tôi không thể đếm hết những tay trống đã từng nói với tôi rằng Ringo là niềm cảm hứng cho họ." Steve Smith bình luận về những đóng góp của Starr:
"Trước Ringo, một tay trống thượng hạng chỉ được đánh giá qua phần solo và khả năng thích ứng. Sự nổi tiếng của Ringo đã mang tới một hình mẫu mới giúp công chúng định nghĩa về tay trống. Chúng ta đã được thấy một tay trống có cả tài năng tương xứng ở mảng sáng tác. Một trong những phẩm chất tuyệt với nhất ở Ringo đó chính là việc anh có thể sáng tác nên một đoạn nhịp trống riêng biệt mà rất phong cách trong những ca khúc của The Beatles. Cách chơi của anh ấy đặc trưng tới mức ta có thể chỉ cần nghe đoạn trống của Ringo không cần giai điệu mà vẫn có thể nhận ra ca khúc."
Starr tiết lộ rằng tay trống ưa thích của mình là Jim Keltner, người mà ông lần đầu chơi cùng tại Concert for Bangladesh tháng 8 năm 1971. Bộ đôi sau đó tiếp tục chơi cùng nhau trong vài sản phẩm của Harrison thập niên 1970, trong album Ringo và nhiều album khác của Starr cũng như một vài buổi diễn của tour The All-Starr Band. Trong album Ringo's Rotogravure (1976), Starr còn dùng biệt danh để nhắc tới sự kết hợp này khi gọi mình là "Thunder" (sấm) còn Keltner là "Lightning" (sét).
Starr cũng tạo ảnh hưởng lớn tới Phil Collins – tay trống của nhóm Genesis: "Tôi nghĩ anh ấy, Ringo, bị đánh giá quá thấp. Đoạn chơi trống trong "A Day in the Life" thực sự rất, rất phức tạp. Bạn có thể tìm gặp một tay trống tốt ngày nay và nói "Tôi muốn cậu chơi giống vậy", để rồi thấy cậu ta không biết chơi ra sao." Tháng 9 năm 1980, Lennon trả lời phỏng vấn trên tờ Rolling Stone:
"Ringo đã tự mình trở thành ngôi sao ở Liverpool trước khi gặp chúng tôi. Anh ấy là một tay trống có thể hát, trình diễn và là thành viên của một trong những ban nhạc xuất sắc nhất nước Anh, đặc biệt là ở Liverpool. Vậy nên tài năng của Ringo có thể đi theo cách này, hoặc cách khác... Cho dù cách cậu ấy thể hiện như thế nào, chúng tôi đều hiểu nhưng chúng tôi không biết cách làm được như vậy. Trong diễn xuất, trong việc chơi trống, trong cả việc khác, tôi đều không biết. Có thứ gì đó trong anh ta rất có khả năng truyền cảm hứng, và anh ấy có thể một mình đối diện tất cả... Ringo là một tay trống cừ khôi."
Trong bài nghiên cứu về các buổi thu âm của The Beatles, cây viết sử Mark Lewisohn khẳng định Starr vừa tài năng, vừa đáng tin và ổn định. Theo Lewisohn, chỉ có khoảng chục lần trong thời gian 8 năm thu âm của The Beatles mà các buổi thu phải ngưng lại vì Starr mắc sai lầm, trong khi phần lớn việc gián đoạn đều là do lỗi của 3 thành viên còn lại. Starr cũng được coi là người có ảnh hưởng lớn tới kỹ thuật chơi trống hiện đại, trong đó có kỹ thuật grip (đánh trống bằng mũi dùi), giảm độ vang mặt trống, dùng đệm mút để tạo tông chuẩn cũng như việc đặt trống trên dàn ống hơi để dễ nhận thấy hơi khi chơi trong ban nhạc. Theo Ken Micallef và Donnie Marshall – 2 tác giả của cuốn Classic Rock Drummers, "Âm thanh tom dày và tiếng chũm chọe tinh tế của Ringo đã được bắt chước bởi hàng ngàn tay trống khác."

### Giọng hát
Starr đều hát chính trong hầu hết các album của The Beatles, và góp phần tạo nên tính cách cho mỗi thành viên của ban nhạc. Trong nhiều trường hợp, Lennon và McCartney thậm chí còn viết ca khúc và ca từ riêng cho Starr, như "Yellow Submarine" trong Revolver và "With a Little Help from My Friends" trong Sgt. Pepper's Lonely Hearts Club Band. Những ca khúc trên được sáng tác phù hợp với quãng giọng baritone khá hạn chế của ông. Cũng vì chất giọng đặc biệt, Starr cũng ít khi tham gia hát nền trong các ca khúc của The Beatles, ngoại trừ vài trường hợp như "Maxwell's Silver Hammer" và "Carry That Weight". Ông cũng là người hát chính trong các sáng tác của chính mình như "Don't Pass Me By" và "Octopus's Garden". Các ca khúc khác mà ông hát chính có thể kể tới "I Wanna Be Your Man", "Boys", "Matchbox", "Honey Don't", "Act Naturally", "Good Night" và "What Goes On".

### Sáng tác
Các câu nói thương hiệu của Starr, hay còn được gọi là  Ringoism trở nên rất nổi tiếng, như "a hard day's night" hay "tomorrow never knows", tới mức nó trở thành các sáng tác của The Beatles, đặc biệt là với Lennon. McCartney bình luận: "Ringo thường hay nói nhịu, anh ấy thường phát âm một từ vô cùng sai, như mọi người vẫn vậy, song theo một cách phi thường, vô cùng vần điệu... Đó như thể phép màu vậy." Tạo cảm hứng cho tất cả các thành viên của nhóm làm theo cách của mình, Starr đã góp phần hoàn thiện phần ca từ cho một số sáng tác của Lennon-McCartney, điển hình là câu hát "darning his socks in the night when there's nobody there" trong "Eleanor Rigby".
Starr được ghi là tác giả duy nhất trong 2 ca khúc của The Beatles là "Octopus's Garden" và "Don't Pass Me By". Ngoài ra, anh còn là đồng sáng tác trong "What Goes On", "Flying" và "Dig It". Trong những sản phẩm sau khi ban nhạc tan rã, ông còn có tên trong phần sáng tác ca khúc "Taking a Trip to Carolina" và đồng sáng tác trong "12-Bar Original", "Los Paranoias", "Christmas Time (Is Here Again)", "Suzy Parker" có thể nghe trong bộ phim Let It Be, và "Jessie's Dream" trong bộ phim Magical Mystery Tour.

## Đời sống cá nhân
Khi Starr kết hôn với Maureen Cox năm 1965, quản lý của The Beatles Brian Epstein đã tham dự hôn lễ với tư cách phù rể cùng cha dượng Harry Graves và George Harrison là người chứng giám. Sau đó không lâu, hôn nhân của cặp đôi này trở thành đề tài của nhiều bài hát hài hước như "Treat Him Tender, Maureen" bởi nhóm Chicklettes. Starr và Maureen cùng nhau có ba người con: Zak (sinh ngày 13 tháng 9 năm 1965), Jason (sinh ngày 19 tháng 8 năm 1967) và Lee (sinh ngày 11 tháng năm 1970). Năm 1971, Starr mua nhà cũ của Lennon ở gần công viên Tittenhurst Park khu vực Sunninghill thuộc Berkshire và cùng cả gia đình chuyển tới sống ở đó. Vì Starr thường xuyên ngoại tình, cặp đôi chia tay năm 1975. Maureen qua đời vì bệnh bạch cầu vào năm 1994.
Năm 1980, khi đang quay bộ phim Caveman, Starr gặp nữ diễn viên Barbara Bach; họ kết hôn ngày 27 tháng 4 năm 1981. Năm 1985, ông là Beatle đầu tiên lên chức ông khi con trai Zak sinh bé gái có tên Tatia Jayne Starkey. Zak Starkey cũng là một tay trống, thường chơi thay thế cha khi ông vắng mặt, và sau này trở thành tay trống của The Who thay thế cho Keith Moon. Zak cũng xuất hiện cùng cha trong nhiều tour diễn của All-Starr Band. Starr có tổng cộng 7 người cháu – 1 từ Zak, 3 từ Jason và 3 từ Lee.
Starr và Bach chia sẻ thời gian trong những căn hộ ở Cranleigh, Monte Carlo và Los Angeles. Theo Sunday Times Rich List 2011, Starr đứng thứ 56 trong danh sách những người giàu nhất nước Anh tới tổng tài sản khoảng 150 triệu $. Năm 2012 ở tuổi 62, Starr được coi là tay trống dẻo dai nhất thế giới. Năm 2014, ông tuyên bố rao bán biệt thự 200 mẫu Anh ở vùng Rydinghurst, với chứng nhận bậc 2 cho căn hộ theo kiến trúc Jacobin. Tuy nhiên, ông vẫn giữ quyền sở hữu với vài căn hộ trên con đường nổi tiếng King's Road ở khu Chelsea của London. Starr và Bach vẫn thường xuyên qua lại Los Angeles và London cho tới tận ngày nay.
Tháng 12 năm 2015, Starr và Bach cho đấu giá nhiều vật dụng cá nhân qua Julien's Auctions ở Los Angeles. Tâm điểm của buổi đấu giá là dàn trống Black Oyster Pearl hiệu Ludwig mà ông được tặng từ Harrison, Lennon và Marc Bolan; ngoài ra còn có bản nháp đầu tiên của Album trắng được ghi dưới mã số "0000001". Cuộc đấu giá thu về tới hơn 9 triệu $, và một phần của nó được trích vào quỹ Lotus Foundation – một quỹ hoạt động từ thiện của Bach và Starr.

## Giải thưởng và tôn vinh

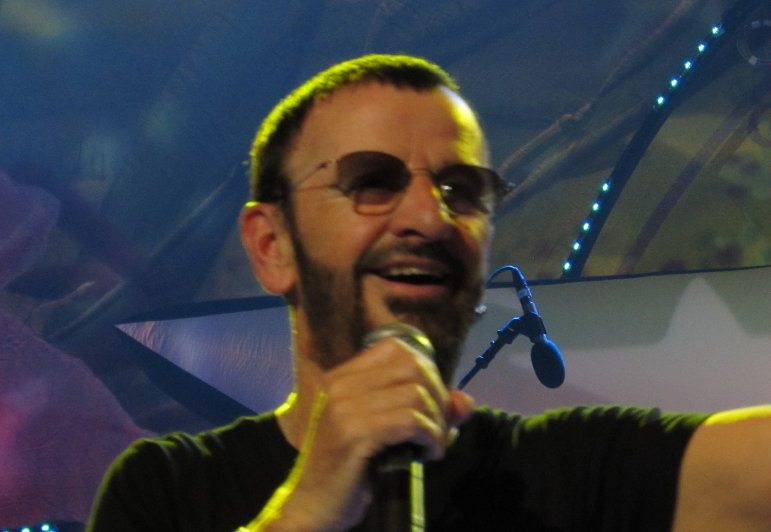
Starr tại Paris vào tháng 6 năm 2011

Trong lễ kỷ niệm sinh nhật năm 1965 của Nữ hoàng Elizabeth II, Starr cùng The Beatles được trao tước hiệu Thành viên hoàng gia Anh (MBE). Họ được trao huy hiệu và được Nữ hoàng mời tới Điện Buckingham vào ngày 26 tháng 10. Cùng năm, ban nhạc được trao giải BAFTA cho dàn diễn viên mới xuất sắc nhất trong bộ phim A Hard Day's Night (1964). Năm 1971, The Beatles giành được giải Oscar cho Nhạc phim xuất sắc nhất cho bộ phim ca nhạc Let It Be. Tiểu hành tinh 4150, được nhà nghiên cứu Brian A. Skiff phát hiện ngày 31 tháng 8 năm 1984 từ kính thiên văn Lowell của đài Anderson Mesa, được đặt tên theo Starr. Ông cũng được đề cử tại giải Daytime Emmy cho vai diễn "Mr. Conductor" trong series phim truyền hình cho thiếu nhi Shining Time Station.
Năm 1988, The Beatles được vinh danh tại Đại sảnh Danh vọng Rock and Roll. Năm 2015, Starr là Beatle cuối cùng được xứng danh tại đây trong vai trò nghệ sĩ solo. Tại Giải Grammy lần thứ 50, Starr, George Martin và con trai Giles cùng lên nhận giải Album tuyển tập xuất sắc nhất cho Love. Ngày 9 tháng 11 năm 2008, Starr nhận giải Kim cương cho The Beatles trong buổi lễ Giải thưởng Âm nhạc Thế giới tổ chức ở Monaco. Ngày 8 tháng 2 năm 2010, ông là ngôi sao thứ 2401 tại Đại lộ Danh vọng Hollywood, ở địa chỉ 1750 phố North Vine, đối diện trụ sở hãng thu âm Capitol Records và bên cạnh những ngôi sao của Lennon, McCartney và Harrison.
Starr đã được phong tước hiệu Knight Bachelor vào năm 2018 cho những đóng góp trong âm nhạc. Ông được Vương tôn William, Công tước xứ Cambridge phong tặng trong một buổi lễ tại Cung điện Buckingham vào ngày 20 tháng 3 năm 2018.

## Điện ảnh

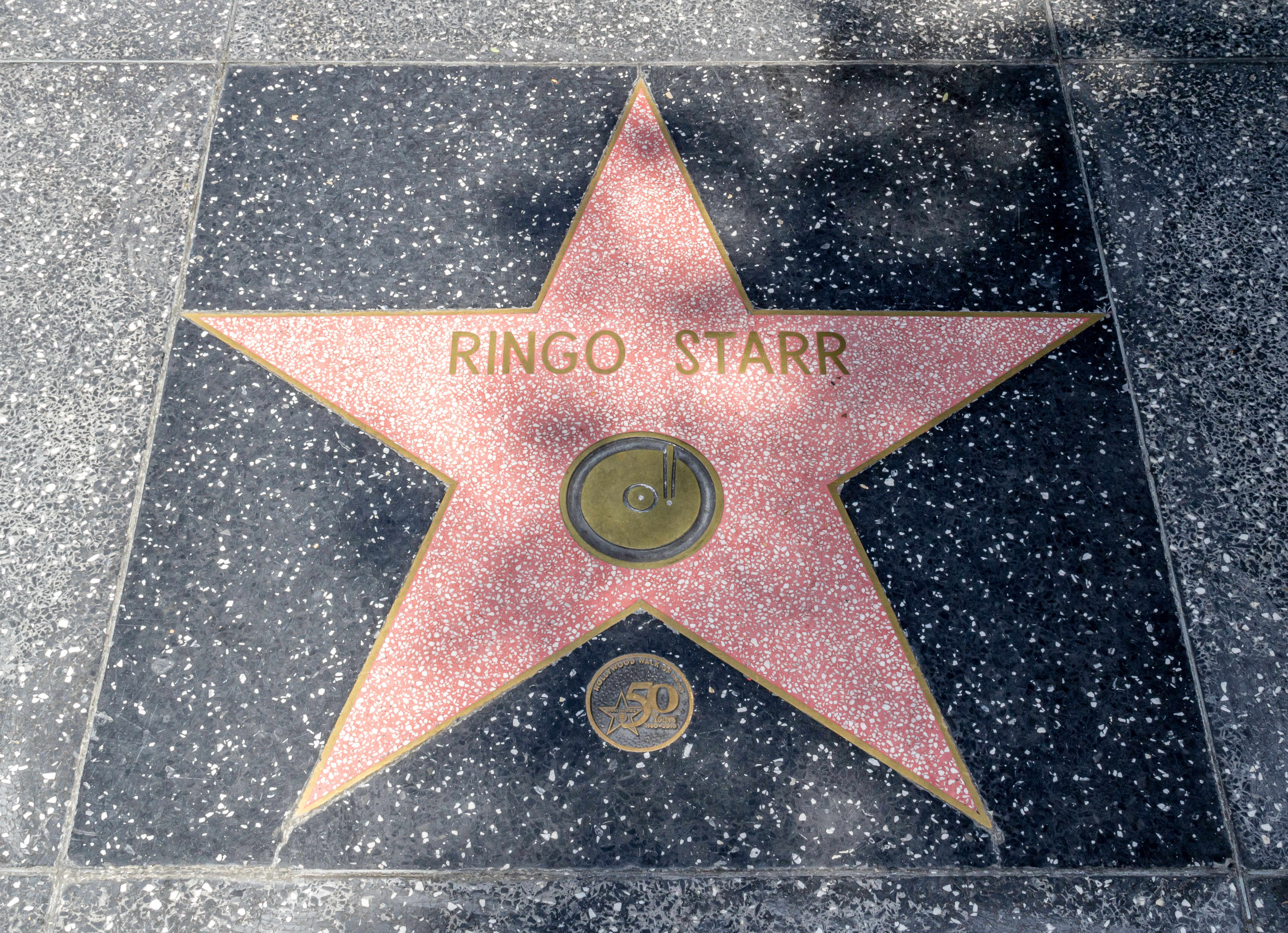
Ngôi sao của Ringo Starr tại Đại lộ Danh vọng Hollywood

Diễn xuất của Starr nhận được nhiều lời khen ngợi từ các nhà phê bình và làm phim chuyên nghiệp; đạo diễn và nhà sản xuất Walter Shenson khen ông là "một diễn viên xuất sắc, diễn xuất hoàn toàn tự nhiên." Vào giữa thập niên 1960, Starr trở thành gương mặt quen thuộc trong làng điện ảnh. Ngoài các vai trong các bộ phim A Hard Day's Night (1964), Help! (1965), Magical Mystery Tour (1967) và Let It Be (1970), Starr cũng tham gia diễn xuất trong Candy (1968), The Magic Christian (1969), Blindman (1971), Son of Dracula (1974) và Caveman (1981). Năm 1971, ông nhận vai chính "chú lùn" Larry trong bộ phim 200 Motels của Frank Zappa và góp mặt trong bộ phim hoạt hình The Point! của Harry Nilsson. Ông thủ vai chính "Teddy Boy" trong phim That'll Be the Day (1973) và xuất hiện trong The Last Waltz – bộ phim tài liệu của Martin Scorsese về buổi hoà nhạc chia tay nhóm The Band.
Starr nhận vai Giáo hoàng trong bộ phim Lisztomania (1975) của Ken Russell và vai nhân vật hư cấu chính mình Ognir Rrats trong bộ phim của McCartney, Give My Regards to Broad Street (1984). Starr vào vai chính mình trong phim Ringo (1978) – serie hài kịch truyền hình Mỹ dựa theo cuốn truyện Hoàng tử và thằng nhỏ ăn mày. Trong bộ phim tài liệu năm 1979 của The Who, The Kids Are Alright, Starr xuất hiện trong đoạn phỏng vấn với tay trống và cũng là người bạn thân Keith Moon.

## Danh sách đĩa nhạc
- Sentimental Journey (1970)
- Beaucoups of Blues (1970)
- Ringo (1973)
- Goodnight Vienna (1974)
- Ringo's Rotogravure (1976)
- Ringo the 4th (1977)
- Bad Boy (1978)
- Stop and Smell the Roses (1981)
- Old Wave (1983)
- Time Takes Time (1992)
- Vertical Man (1998)
- I Wanna Be Santa Claus (1999)
- Ringo Rama (2003)
- Choose Love (2005)
- Liverpool 8 (2008)
- Y Not (2010)
- Ringo 2012 (2012)
- Postcards from Paradise (2015)
- Give More Love (2017)
- What's My Name (2019)

## Sách
- Postcards From The Boys (2004)
- Octopus's Garden (2014)
- Photograph (2015)